# Arthur Spenser Loat Farquharson

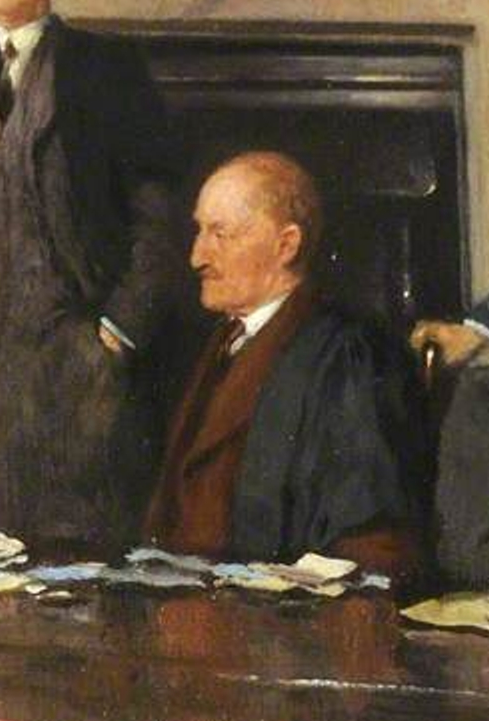
A. S. L. Farquharson (1934)

Arthur Spenser Loat Farquharson, in Veröffentlichungen A. S. L. Farquharson (* 22. November 1871 in Alverstoke, Hampshire; † 5. August 1942) war ein britischer Klassischer Philologe und Übersetzer aus dem Altgriechischen.
Farquharson studierte von 1890 bis 1894 Literae humaniores am University College der University of Oxford. Von 1899 bis zu seinem Tod im Jahr 1942 war er Fellow dieses College. Schließlich war er zugleich dessen Dean. Farquharson war auch Colonel der Territorial Army.
Farquharson lehrte unter anderem Logik und war an einer Überarbeitung des Greek-English Lexicon von Henry George Liddell und Robert Scott beteiligt. Sein Hauptwerk ist eine zweisprachige Ausgabe der Selbstbetrachtungen des Kaisers Mark Aurel mit Kommentar, die erst 1944 von John Sparrow und David Rees postum herausgegeben wurde. Er gab zudem verschiedene Schriften des englischen Philosophen und Logikers John Cook Wilson (1849–1915) heraus und veröffentlichte mehrfach nachgedruckte Übersetzungen von Aristoteles’ Schriften De animalium incessu und De Motu Animalium in der Loeb Classical Library.

## Schriften (Auswahl)
- ΜΑΡΚΟΥ ΑΝΤΩΝΙΝΟΥ ΑΥΤΟΚΡΑΤΟΡΟΣ ΤΑ ΕΙΣ ΕΑΥΤΟΝ. The Meditations of the Emperor Marcus Antoninus. Edited with translation and commentary. 2 Bände. Clarendon Press, Oxford 1944, (Digitalisat Band 1); (Digitalisat Band 2).
- (Hrsg.): Statement and Inference and other Philosophical Papers by John Cook Wilson. 2 Bände. Clarendon Press, Oxford 1926.
- Aristotle, De Motu Animalium and De Incessu Animalium. Translated by A. S. L. Farquharson (Oxford Translation of Aristotle’s Works, edited by William David Ross). Clarendon Press, Oxford 1913.